# Capitonné

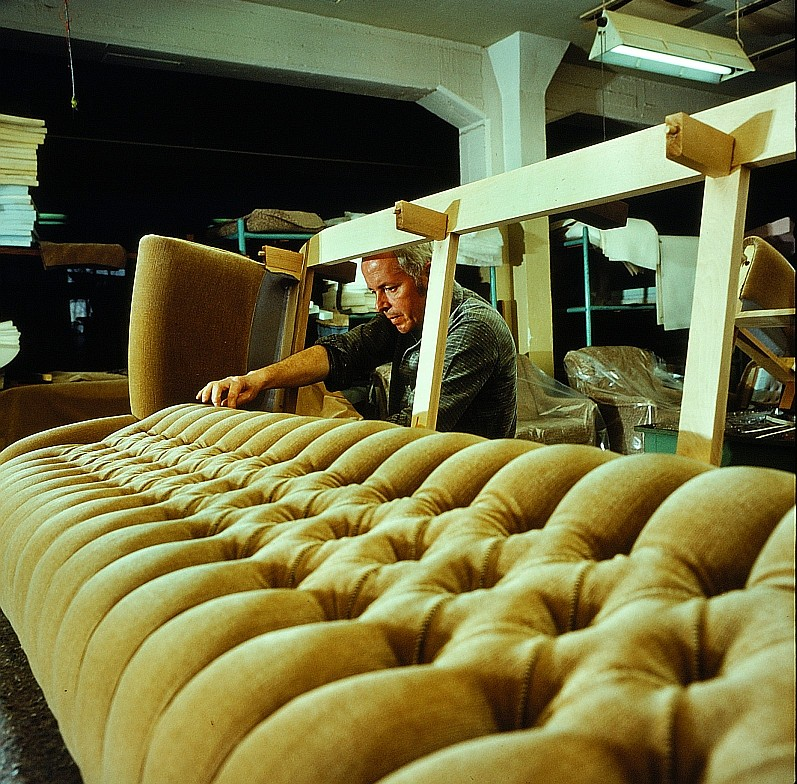
Lavorazione capitonné

Il capitonné è un tipo di imbottitura per divani, poltrone o testate di letti nata intorno al 1800. Quest'imbottitura viene lavorata completamente a mano e trapuntata in modo da formare cuscinetti disposti in rete di quadrati o losanghe (rombi). La stoffa trapunta è fermata da bottoni o da borchie. In origine l'imbottitura del capitonné era costituita da capiton, da cui ne deriva il nome, ovvero lo scarto di lavorazione della seta.